# Mónika Sánchez
Mónika Sánchez  (Mexikóváros, 1974. december 3. –) mexikói színésznő.

## Élete és pályafutása
1974. december 3-án született Mexikóvárosban. Első szerepét 1991-ben kapta. 1992-ben az Ángeles sin paraíso című telenovellában Andrea szerepében tűnt fel. 1993-ban a Corazón salvaje című sorozatban játszott.
2008-ban hozzáment Otto Seijashoz. Három gyermekük született: Santiago, Angela Fernanda és Mónika Constanza.

## Filmográfia
- Mi camino es amarte (2022–2023) .... Amparo Santos de Hernández
- Educando a Nina (2018) .... Paz Echegaray
- Tres veces Ana (Ana három arca) (2016–2017) .... Viridiana (Magyar hangja: Nádasi Veronika)
- La gata (A Macska) (2014) .... Gisela Sinfuegos (Magyar hangja: Nádasi Veronika)
- Como dice el dicho (2014) .... Rose
- Libre para amarte (2013–2014) .... Zamira
- Amores verdaderos (Rabok és szeretők) (2012–2013) .... Cristina "Christine" Balvanera Corona de Arriaga
- Mujeres Asesinas 2 (2009) .... Eva Cárdenas
- Al diablo con los guapos (Pokolba a szépfiúkkal) (2007–2008) .... Rosario Ramos #1
- La rosa de Guadalupe (2007–2013)
- Amar sin límites (2006–2007) .... Silvana Lombardo
- Apuesta por un amor (2004–2005) .... Eva Flores "La Mariposa"
- Acapulco 2002 (2002)
- La otra (2002) .... Regina Salazar
- Salomé (2001–2002) .... Ángela Duval de Montesino (Magyar hangja: Dudás Eszter)
- La Hora Pico (LHP) (2001)
- Laberintos de pasión (Julieta) (1999–2000) .... Nadia Román Valencia (Magyar hangja: Kisfalvi Krisztina)
- El diario de Daniela (1998–1999) .... Elena Ruiz
- Mujer, casos de la vida real (1997–2006)
- Pueblo chico, infierno grande (1997) .... Indalecia Navas
- Tú y yo (1996–1997) .... Martha
- Morir dos veces (1996) .... Minerva
- Lazos de amor (1995–1996) .... Diana
- Alondra (1995) .... Enriqueta
- Caminos cruzados (1995) .... Lucía
- Corazón salvaje (1993–1994) .... Rosa
- Buscando el paraíso (1993–1994)
- Ángeles sin paraíso (1992–1993) .... Andrea

## Színház
- Mi quinto amor
- Los signos del zodíaco
- Eloísa bajo el almendro
- Bajo las sábanas
- El precio de la fama
- Mujeres frente al espejo
- Me enamoré de una bruja
- Las Alas del Pez